# Jaime Costa Chávez
Jaime Costa Chávez (n. Guanajay, Pinar del Río, Cuba, 1933–1 de septiembre de 2015), apodado "El Catalancito", militar revolucionario cubano y político opositor a Fidel Castro.

## Biografía
Tras el Golpe de Estado en Cuba de 1952 dirigido por Fulgencio Batista, entra en los movimientos de resistencia contra el dictador, siendo encarcelado; con la amnistía general se exiliará en México.
Excomandante de la revolución, participó en el Asalto al Cuartel Moncada, en la expedición del Granma y en la guerrilla de Sierra Maestra, en donde alcanzó el grado de comandante; desertó de las filas del ejército rebelde a principios de la revolución cubana, era muy amigo de Ciro Redondo. Fue comandante de la Marina de Guerra después de 1959 por poco tiempo, y después capitán de la Marina Mercante.
A cinco años del triunfo de la revolución se distanció del proceso por ser anticomunista, sufriendo prisión. En 1964, en la Causa 412/1964 de La Cabaña, fue condenado a muerte, pero la pena fue conmutada por 30 años de cárcel y trabajos forzados, de los que cumpliría casi cinco. Aquejado de una grave enfermedad: hemiplejia por un tumor cerebral (resultó ser un coágulo; no requirió operación), el gobierno cubano le concede la amnistía en 1969, la cual acepta, a instancias de la Cruz Roja que lo traslada a Estados Unidos ese año.
En su principal libro autobiográfico, "El clarín toca al amanecer", hace un resumen de los acontecimientos que lo precedieron como combatiente contra la tiranía. Vivió sus últimos años en España con su familia, desde donde promovió un cambio de gobierno en Cuba. Falleció en Miami en 2015.